# روکسان کنتمن
روکسان کنتمن (انگلیسی: Roxane Knetemann؛ زادهٔ ۱ آوریل ۱۹۸۷) دوچرخه‌سوار اهل پادشاهی هلند است.